# Протести в Грузії 2018 року
Протести в Грузії 2018 року були серією масових протестів у Тбілісі, які переросли в антиурядові демонстрації, починаючи з 12 травня, коли поліція провела рейди в нічних клубах Bassiani та Gallery. Протести набрали обертів, коли тисячі людей зібралися перед будівлею парламенту, де організатори закликали до реформи наркополітики. Протести продемонстрували зростання розколу в суспільстві навколо тем культурної війни, особливо серед молоді. Протести зустрілися різноманітними контрпротестами та мітингами. 
13 травня фашистська організація Грузинська національна єдність вийшла на мітинг проти «наркоторговців і ЛГБТ-пропагандистів», як заявив її лідер Георгій Челідзе. Різноманітні консервативні організації на чолі з «Грузинським маршем» і «Грузинською ідеєю» також організували контрпротести проти лібералізації наркотиків, зібравши тисячі людей перед будівлею парламенту. Коли протести стали більш політизованими, тисячі людей вимагали відставки прем'єр-міністра Георгія Квірікашвілі.
Міністр внутрішніх справ Георгій Гахарія заявив, що рейд у нічних клубах 12 травня стався після 48 випадків наркотичного сп'яніння відвідувачів клубів за останні два тижні. За його словами, міністерство проводило моніторинг нічних клубів і виявило різні випадки незаконного обігу наркотиків. Метою спецоперації було виявлення зв'язків наркоторговців з інфраструктурою нічних клубів. 
Міністр вийшов перед протестувальниками 13 травня і просив вибачення, якщо хтось із правоохоронців зловживав владою. Він зустрівся з організаторами протестів і домовився про створення двох робочих груп. Одна група працюватиме над проєктом наркополітики, а інша — над поліцейськими рейдами та над тим, чи перевищували окремі правоохоронці свої повноваження, чи ні. Дії міністра викликали негативну реакцію серед консервативної громадськості.
31 травня на вулицях Тбілісі почалася чергова хвиля демонстрацій на знак протесту проти судової помилки, яка здається після вбивства двох 15-річних підлітків у вуличній сутичці в грудні. Протести тривали спорадично до 11 червня, коли поліція розібрала табори, зведені протестувальниками перед будівлею парламенту в Тбілісі. Головний прокурор Грузії Іраклій Шотадзе подав у відставку через цю справу, а уряд створив спеціальну парламентську комісію зі встановлення фактів під головуванням опозиційного політика.
13 червня 2018 року прем'єр-міністр Георгій Квірікашвілі подав у відставку після травневих протестів.